# La revenja de Candyman
La revenja de Candyman (títol original: Candyman: Farewell to the Flesh) és una pel·lícula estatunidenca dirigida per Bill Condon, estrenada l'any 1995. Ha estat doblada al català.

## Argument
Continuació de la història de la figura fantasmal que condemna a una mort aterridora a aquells que pronunciïn el seu nom cinc vegades enfront d'un mirall. Durant la seva vida Candyman (Tony Dodd) va ser víctima de fets atroços i, després de la seva mort, es converteix en l'encarnació del mal. La connexió il·lícita i tràgica d'un jove artista negre, fill d'esclaus i d'una noia blanca va fer néixer, l'endemà de la Guerra Civil dels Estats Units, la llegenda de Candyman. Avui a Nova Orleans una jove professora, Annie Tarrant (Kelly Rowan), òrfena de pare, tracta d'esclarir el brutal assassinat del seu pare i serà de nou al cor d'aquesta terrible llegenda. La gent creu que el culpable és Candyman, però Annie no està segura del tot. Candyman:

## Repartiment
- Kelly Rowan: Annie Tarrant
- Tony Todd: Daniel Robitaille anomenat Candyman
- Veronica Cartwright: Octavia Tarrant
- Bill Nunn: el reverend Ellis
- William O'Leary: Ethan Tarrant
- Timothy Carhart: Paul McKeever
- David Gianopoulos: L'inspector Ray Levesque
- Fay Hauser: L'inspector Pam Carver
- Joshua Gibran Mayweather: Matthew Ellis
- Michael Culkin: Dr. Phillip Purcell
- Matt Clark: Honra Thibideaux
- Caroline Barclay: Caroline Sullivan
- Michael Bergeron: Coleman Tarrant
- Brianna Blanchard: Caroline McKeever
- Clotiel Bordeltier: Liz

## Al voltant de la pel·lícula
- El rodatge s'ha desenvolupat a Los Angeles i a Nova Orleans.
- Primera col·laboració entre Bill Condon i Clive Barker; els dos homes van retrobar-se després a Gods and Monsters (1998).[4]

## Banda original
- The Music of Candyman, bandes originals dels films Candyman i Candyman II, compostes per Philip Glass
- Blue Mood, interpretada per Steve Holley i Jon París
- Postman, interpretada per Eddie Batos
- I'll See You Somewhere By and By, composta per Danny Louis

## Saga Candyman
- 1992: Candyman, de Bernard Rose
- 1995: La revenja de Candyman, de Bill Condon
- 1999: Candyman: Day of the Dead, de Turi Meyer